# Mixacarus hamanni
Mixacarus hamanni är en kvalsterart som beskrevs av Balogh 1961. Mixacarus hamanni ingår i släktet Mixacarus och familjen Lohmanniidae. Inga underarter finns listade i Catalogue of Life.